# 59 Brygada Pospolitego Ruszenia
59 Brygada Pospolitego Ruszenia – brygada w składzie armii Imperium Rosyjskiego; jej sztab został sformowany 27 marca 1915, tuż po rozwiązaniu Komitetu Organizacyjnego Legionów Polskich. Istniała zaledwie kilka miesięcy.
Dowództwo brygady objął gen. Piotr Szymanowski.

## Skład
- 740 Drużyna Lubelska; wcześniej jako II Legion Polski (Lubelski)
- 104 Konna Sotnia Pospolitego Ruszenia; wcześniej jako szwadron ułanów
- 105 Konna Sotnia Pospolitego Ruszenia; wcześniej jako szwadron ułanów